# Wilhelm Heinitz
Wilhelm Heinitz (ur. 9 grudnia 1883 w Altonie, zm. 3 marca 1963 w Hamburgu) – niemiecki muzykolog.

## Życiorys
Początkowo występował grając na fagocie w zespołach orkiestrowych. W 1915 roku został zatrudniony jako asystent w laboratorium fonetyki przy instytucie języków afrykańskich na Uniwersytecie Hamburskim. W 1920 roku uzyskał tytuł doktora na Uniwersytecie Kolońskim na podstawie pracy Wie lassen sich experimentalphonetische Methoden auf die psychologische Zergliederung gesprochener Sätze anwenden, habilitował się w 1931 roku na uniwersytecie w Hamburgu na podstawie pracy Strukturprobleme in primitiver Musik. Od 1931 do przejścia na emeryturę w 1949 roku kierował zorganizowanym przez siebie zakładem muzykologii porównawczej na Uniwersytecie Hamburskim. W 1945 roku założył Landesverband Hamburg der Tonkünstler und Musiklehrer.
W swojej pracy naukowej zajmował się etnomuzykologią i instrumentologią, specjalizował się w tematyce kultury muzycznej i języków ludów Afryki Wschodniej. Był zwolennikiem metod statystycznych i badań strukturalnych, wskazywał na związek między prymitywną twórczością muzyczną i praktyką wykonawczą a czynnikami biologiczno-psychologicznymi. Opublikował m.in. prace Klangprobleme im Rundfunk (Berlin 1926), Instrumentenkunde (Poczdam 1929), Neue Wege der Volksmusikforschung (Hamburg 1937), Erforschung rassischer Merkmale aus der Volksmusik (Hamburg 1938), Physiologische Reaktion und Pulsationsmessung (Hamburg 1958) oraz ponad setkę artykułów w czasopismach naukowych. Zrealizował ponad 300 audycji radiowych nadawanych w Niemczech, Szwajcarii i Szwecji.
Poza pracą naukową zajmował się także działalnością literacką, napisał dramat Demetrius i wydał kilkanaście tomów poezji.